# Разино (Астраханская область)
Разино — село в Володарском районе Астраханской области России. Входит в состав Цветновского сельсовета.

## География
Село находится в юго-восточной части Астраханской области, на правом берегу ерика Разинский дельты реки Волги, на расстоянии примерно 23 километров (по прямой) к юго-востоку от посёлка Володарский, административного центра района. Абсолютная высота — 26 метров ниже уровня моря.
Климат
умеренный, резко континентальный, характеризуется высокими температурами летом и низкими — зимой, малым количеством осадков, а также большими годовыми и летними суточными амплитудами температуры воздуха.

## История
В «Списке населенных мест Российской империи» 1859 года Разин Бугор (Разинское) упомянут как временное поселение при казённом рыбном заводе Астраханского уезда (2-го стана) при кургане Разина, расположенное в 92 верстах от губернского города Астрахани. В поселении насчитывалось 19 дворов и проживал 121 человек (65 мужчин и 56 женщин).

## Население
| 1859 | 2002 | 2010 |
| ---- | ---- | ---- |
| 121  | ↘30  | ↘23  |

Национальный и гендерный состав
По данным 1859 года в поселении насчитывалось 19 дворов и проживал 121 человек (65 мужчин и 56 женщин).
По данным Всероссийской переписи, в 2010 году численность населения села составляла 23 человек (13 мужчин и 10 женщин).
Согласно результатам переписи 2002 года, в национальной структуре населения русские составляли 100 %.

## Инфраструктура
Личное подсобное хозяйство с зоной сельскохозяйственного использования, индивидуальная застройка усадебного типа.

## Транспорт
Проезд к автодорога регионального уровня 12 ОП РЗ 12Н 031 Володарский — Цветное. Остановка общественного транспорта «Разино».
Уличная сеть села состоит из одной улицы (ул. Степная).

## Русская православная церковь
Церковь Александра Невского. Упоминается в 1917—1920 гг.